# Ljusne strömmar

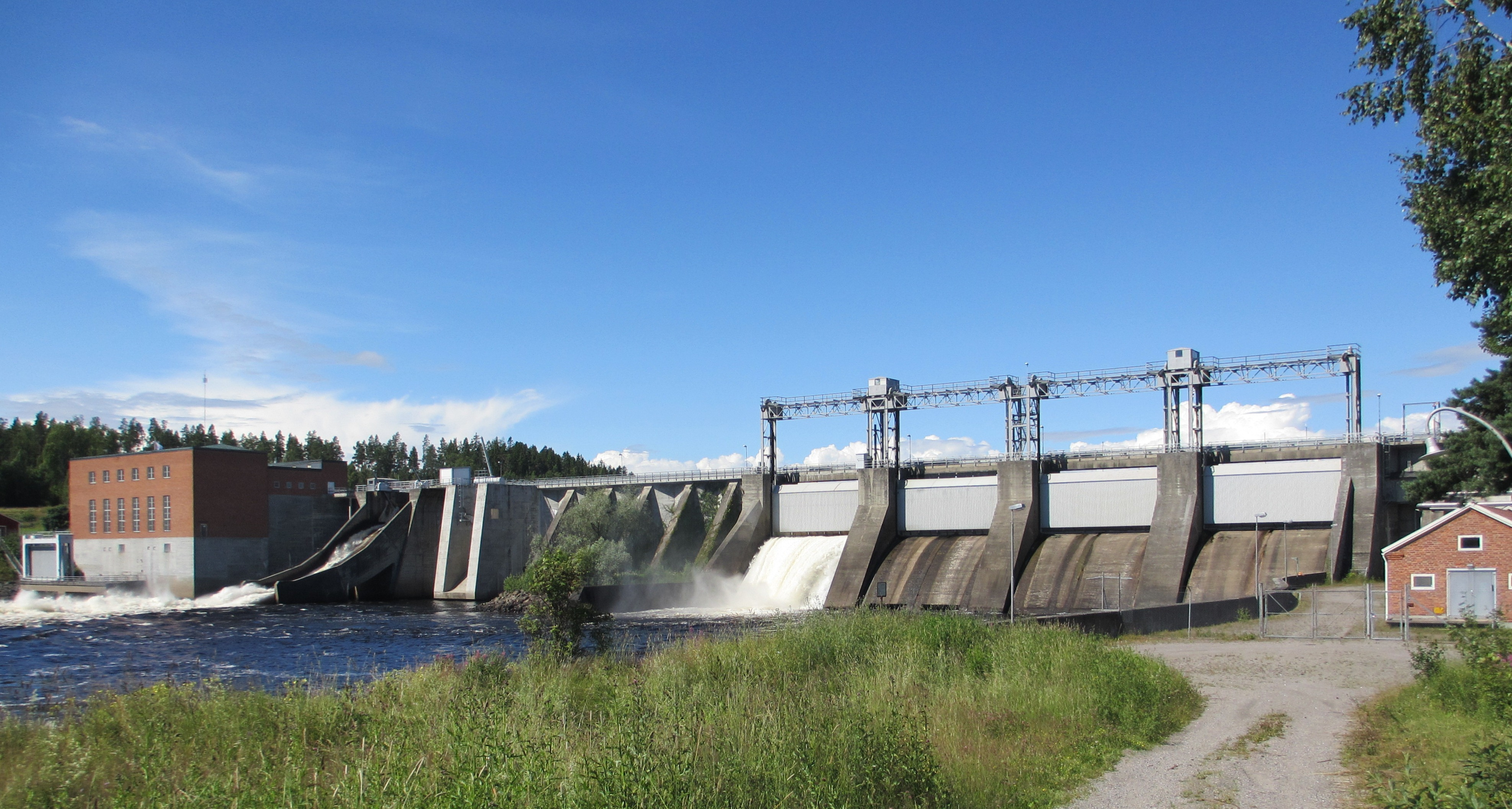
Vattenkraftverket Ljusne strömmar

Ljusne strömmar kallas fallsträckan i älven Ljusnans nedersta del mellan sjön Marmen och Bottenhavet, med en sammanlagd fallhöjd av 36,5 meter på en sträcka av 6,7 kilometer.
Vid Ljusne strömmar byggde Ljusnans Kraft AB (numera ingående i Fortum) 1945 ett vattenkraftverk, vilket har en fallhöjd på 16 meter, effekt 36,4 MW och en normal årsproduktion på 245 GWh.